# Kto ze mną pobiegnie
Kto ze mną pobiegnie (hebr. מישהו לרוץ איתו / Miszehu laruc ito) – powieść autorstwa Dawida Grossmana wydana w 2000 roku.
Asaf, nieśmiały szesnastolatek podczas wakacji pracuje w urzędzie miejskim w Jerozolimie. Wieczory spędza sam przed telewizorem lub monitorem komputera. Pewnego dnia otrzymuje absurdalne polecenie: ma odnaleźć właściciela żółtego labradora. Asaf podąża za psem. Tak zaczyna się podróż przez Jerozolimę. Tymczasem w innej części miasta piętnastoletnia Tamar, utalentowana śpiewaczka, podejmuje się równie trudnego zadania: porzuca rodzinę i żyje na ulicy, by wśród narkomanów odszukać starszego brata i zagubionego psa.